# 預視力量
《預視力量》（The Sight）是英國女作家艾琳·杭特的系列小說《貓戰士》的三部曲《三力量》中六集的第一集，於2007年4月24日由Happer Collins出版。中文版於2009年10月1日由晨星出版社出版。

## 劇情摘要
1.
將有三隻貓兒，你至親的至親，星權在握!
總有一天，他們的力量會強大到連星族都要臣服!
「有入侵者！」警告聲如野火燎原，在部族之間蔓延開來。獅爪身邊的貓兒全都警覺地豎直毛髮，繃緊神經，隨時準備跳上去迎戰。
最靠近入侵者的風族貓兒立刻將他們團團包圍。
風族貓會殺了他們嗎？獅爪轉頭去看巨橡樹，好奇族長們會怎麼做。
火星的毛髮倒豎，連尾巴也豎的筆直。他豎直耳朵，不斷嗅聞空氣。
「等一下！」
風族貓兒當場僵住，往後退了幾步，留下那兩個入侵者獨自站在外緣。獅爪伸長脖子想看清楚裡面的狀況。
這時火星突然語帶懷疑地訝聲喊出那個獅爪只在育兒室的床邊故事聽過的名字。「灰条！？」
封面人物是小冬青(後來的冬青爪、冬青葉)、小獅(後來的獅爪、獅焰)、小松鴉(後來的松鴉爪、松鴉羽)。

## 資料來源
1. ↑  Warriors: Power of Three #1: The Sight, By Erin Hunter （页面存档备份，存于）(HarperCollins Children's Books)